# Сянци для троих

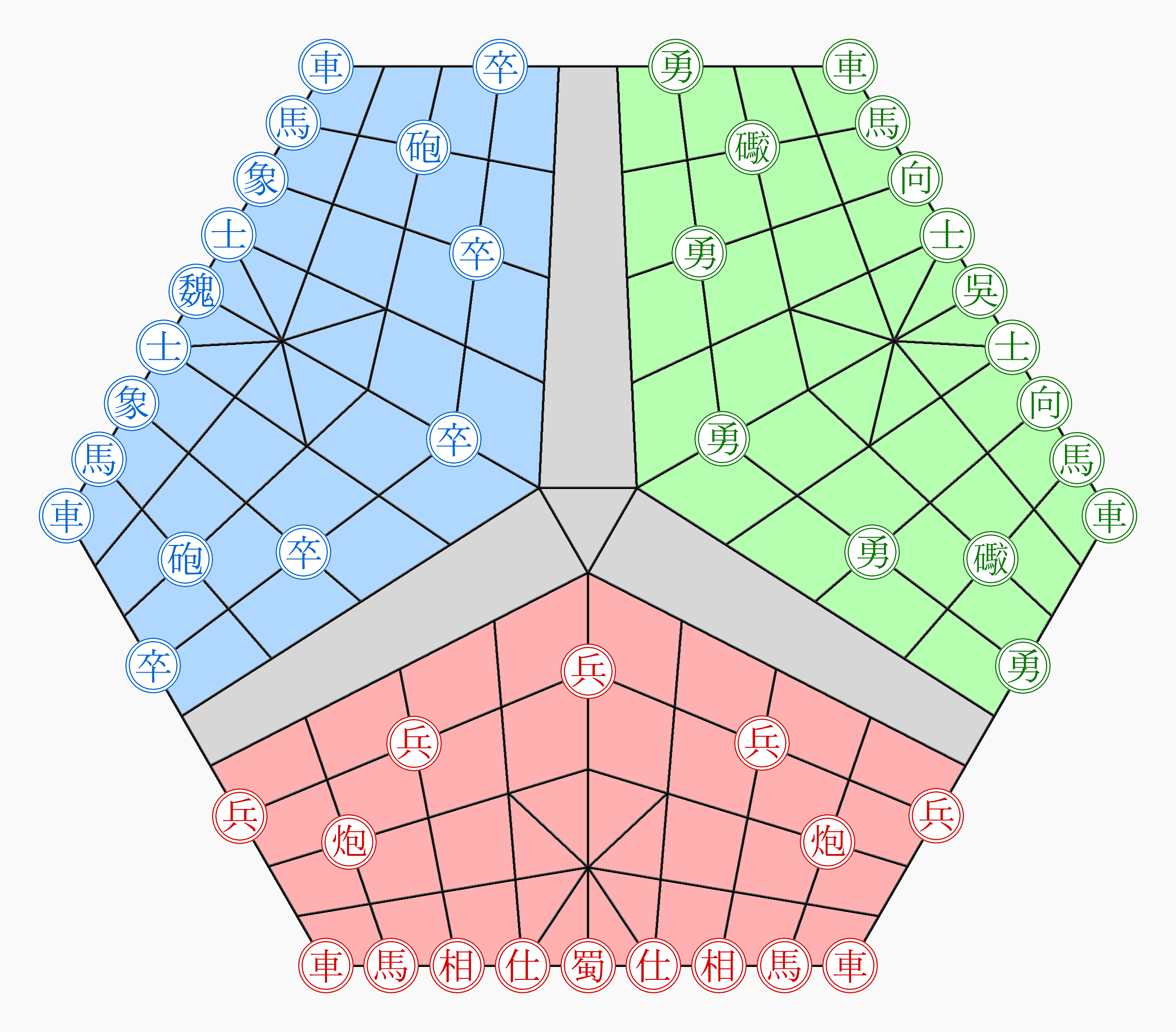
Война трёх царств.

Сянци для троих — вариант сянци для троих на доске шестиугольной формы, распространенный одно время в старом Китае. Называлась эта игра «война трех царств». Она имела много общего с обычными сянци, но играли в неё трое. Лагеря соперников разделялись рекой, разливающейся из центра тремя рукавами под углом 120° друг к другу. В остальном (структура лагеря и набор фигур у каждого игрока) игра совпадает с сянци.
Этот вариант сянци возник под влиянием «троецарствия» — периода в истории Древнего Китая, когда страна была разделена на три царства, воюющих друг с другом.

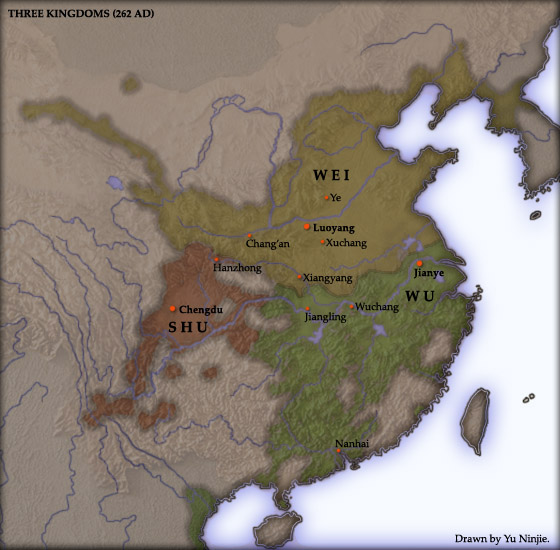
Китайские царства Вэй, У и Шу в 262 г.